# Marvin Santiago
Marvin Santiago (* 26. Dezember 1947 in San Juan, Puerto Rico; † 6. Oktober 2004 in Bayamón), auch bekannt als „El Sonero del Pueblo“, war ein puerto-ricanischer Salsamusiker.

## Werdegang
Marvin Santiago wurde in San Juan geboren und musste in seiner Jugend in ein soziales Wohnprojekt, die Nemesio Canales, am Rio Puerto Rico umziehen. Marvin Santiago wurde wegen seiner Herkunft El Grifo de Canales genannt. In seiner frühen Jugend diagnostizierte man bei ihm Diabetes 1. Marvin Santiago begann seine musikalische Karriere als Bolero- und Salsasänger. In den 1970er Jahren arbeitete er mit Rafael Cortijo und Bobby Valentín zusammen. Daraus entstanden die Alben Rompecabezas und Soy Boricua. Der Song Pirata de la Mar wurde ein internationaler Hit. Für eine Zeit war Santiago Mitglied in der Gruppe Fania All-Stars (Celia Cruz, Rubén Blades, Pellin Rodríguez, Roberto Roena und Andy Montañez). 1977 ging er eine Kooperation mit der rivalisierenden Gruppe PRAS ein. Die Popularität und der Gebrauch des lokalen Slangs brachten Marvin Santiago den Beinamen  El Sonero del Pueblo ein.
Zu seinen größten Hits gehörten Fuego a la jicotea, Al Son de la Lata (Baila el Chorizo), El Mangoneo, La Picúa und Vasos de Colores. Auf dem Höhepunkt seines musikalischen Erfolgs wurde Santiago wegen Besitzes von Kokain verhaftet und zu einer neunjährigen Haftstrafe verurteilt, von der er fünf Jahre absaß. Während seiner Zeit in der Strafanstalt, entwickelte sich Santiago zum wiedergeborenen Christen und nahm Desde Adentro auf. Der Song Auditorio Azul war eine Anspielung auf die blauen Uniformen der Justizvollzugsanstalten.
Nach dem Verbüßen seiner Haftstrafe, gelang es Santiago nicht mehr an die musikalischen Erfolge der Vergangenheit anzuknüpfen. Mittlerweile hatten puerto-ricanische Merenguegruppen wie Conjunto Quisqueya and Freddie Kenton den klassischen Salsa teilweise abgelöst. Ein weiterer Trend war der Salsa Romántica, vertreten beispielsweise von Eddie Santiago, Gilberto Santa Rosa und Frankie Ruiz.  Marvin Santiago trat unter anderem in der TV Show von Luisito Vigoreaux als Komödiant auf. In den 1990er Jahren verschlechterte sich sein Gesundheitszustand. Aufgrund seiner fortgeschrittenen Diabetes musste ihm ein Bein amputiert werden, er verlor einen beträchtlichen Teil seiner Sehfähigkeit und erlitt große Schädigungen an Leber, Niere und Herz. Am 6. Oktober 2004 verstarb Marvin Santiago im Bayamón Hospital.

## Diskografie
- Rompecabezas
- Soy Boricua
- El Sonero del Pueblo (1990)
- Desde Adentro
- Pura Salsa (2006)